# 이브라힘 살라
이브라힘 살라 (Ibrahim Salah, 2001년 8월 30일 ~ )는 모로코의 축구 선수이며, 렌에서 라이트 윙어로 뛰고 있다.